# 建泉國際控股
建泉國際控股有限公司，簡稱建泉國際控股（英語：VBG International Holdings Limited，港交所：8365），在1962年，成立前身為「海聯置業有限公司」。
現時由主席尹可欣主理。業務在香港經營企業融資顧問服務（包括保薦、合規顧問、財務顧問及獨立財務顧問）；配售及包銷服務；及 業務諮詢服務。

### 建泉亞洲有限公司
四海地產證券有限公司，簡稱四海地產證券，以及四海地產（英語：Cosmopolitan Properties & Securities Limited，港交所除牌時0120.HK），1965年，由已故何東爵士孫兒何鴻章收購後更名。當時主要業務證券、物業，以及財務投資。
是在1973年於香港交易所主板上市。但到了1991年，已被四海國際集團有限公司作介紹形式上市，後已被出售，其在2015年更名「建泉亞洲有限公司」。

### 上市事件
股份在2017年5月26日於港交所創業板上市，配售價格為0.68至0.88港元之間，發售股份數目為128,300,000股股份，集資額為7340萬港元。

## 連結
- vbg-group.com （页面存档备份，存于）